# KAGUYA
『KAGUYA』（カグヤ）は、日本の男性アイドルグループであるNEWSのメジャー通算17枚目となるシングル。2015年1月7日にジャニーズ・エンタテイメントからリリース。

## 概要
- 前作「ONE -for the win-」から約7ヶ月振りのリリース。

- 初回盤A・B、通常盤の3形態での発売。

- 全形態には、「バタフライ」を共通のカップリングとして収録。

- 初回盤AのDVDには、表題曲のMusic Clip & Makingを収録。

- 初回盤BのCDには、「TRAVeLiNG」のカップリング1曲を収録。

- 通常盤には、「勿忘草」と「TOP OF THE WORLD」のカップリング2曲と、オリジナル・カラオケ1曲を収録。

## その他
ミュージック・ビデオの監督は蜷川実花が務めた。

## 先着購入特典

### 初回盤A
- 「KAGUYA」クリアファイルA

### 初回盤B
- 「KAGUYA」クリアファイルB

### 通常盤
- 「KAGUYA」クリアファイルC

## 封入特典

### 初回盤A
- 2面4Pジャケット

### 初回盤B
- 12Pブックレット
- NEWS Special Card 4枚

### 通常盤
- 4面8Pジャケット

## チャート成績
発売初週に14.0万枚を売り上げ、2015年1/19付週間シングルランキング1位に初登場した。シングル首位は、デビュー曲「希望～Yell～」から17作連続通算17作目となった。

## 収録曲

### CD

#### 通常盤
1. KAGUYA
作詞：MOZZA、作曲：take4、編曲：CHOKKAKU
2. バタフライ
作詞：kafka、作曲：take4、編曲：中西亮輔
  - 16thシングル「ONE -for the win-」通常盤カップリング「君がいた夏」アンサーソング
3. 勿忘草
作詞・作曲：einosuke、編曲：中西亮輔
4. TOP OF THE WORLD
作詞・作曲・編曲：TAKA3
5. KAGUYA（オリジナル・カラオケ）

#### 初回盤A/B
1. KAGUYA
2. バタフライ
3. TRAVeLiNG
作詞・作曲：安楽謙一, 瀧口系太、編曲：瀧口系太
初回盤Bのみ収録。

### DVD
※初回盤Aのみ
1. 「KAGUYA」Music Clip & Making
監督：蜷川実花

## 映像作品
KAGUYA
- NEWS LIVE TOUR 2015 WHITE
- NEWS LIVE TOUR 2016 QUARTETTO
- NEWS LIVE TOUR 2017 NEVERLAND
- NEWS 15th Anniversary LIVE 2018 "Strawberry"
- NEWS DOME TOUR 2018-2019 EPCOTIA -ENCORE-
- NEWS LIVE TOUR 2022 音楽

バタフライ
- NEWS LIVE TOUR 2015 WHITE

勿忘草
- NEWS LIVE TOUR 2015 WHITE
- NEWS LIVE TOUR 2019 WORLDISTA